# Amanda (fumetto)
Amanda è un fumetto in bianco e nero creato da Robin Wood e Alfredo Alejandro Falugi nel 1993 imperniato sulle avventure della giovane argentina Amanda Geertsen, edito in America del sud dall'Editorial Columba ed in Italia dall'Editoriale Aurea.

## Storia editoriale
Ideata da Robin Wood inizialmente come spin off di un’altra sua serie, Helena,  proseguì poi in maniera indipendente. Rispetto alla serie precedente prevale la componente avventurosa, evidente soprattutto nei frequenti viaggi in luoghi esotici ma rimangono come tratti caratteristici la maturazione progressiva della protagonista, degna di un romanzo di formazione, e la successione degli eventi che ricorda quello di un feuilleton ottocentesco.

### Edizione italiana
In Italia la lunga saga viene dapprima pubblicata sul settimanale SKORPIO dal n. 18 del 1995, per poi essere ristampata a colori nella collana EURACOMIX e poi in bianco e nero in una serie di albi monografici a suo nome, sempre per i tipi della Eura Editoriale, riproposta nel 2013 da Editoriale Aurea.

## Trama
Cresciuta in un orfanotrofio, l'argentina dai capelli rossi Amanda ne esce per lavorare come collaboratrice familiare per una famiglia benestante, per poi lasciare presto il lavoro e partire per il mondo vivendo diverse vicissitudini.